# 1575
1575 (MDLXXV) a fost un an comun al calendarului iulian, care a început într-o zi de sâmbătă.

## Evenimente
- Orașul Brezoi (jud. Vâlcea) este atestat documentar.
- Universitatea din Leiden a fost fondată de către prințul Wilhelm de Orania.

## Nașteri
- 26 aprilie: Maria de Medici  (d. 1642)
- 24 aprilie: Jakob Böhme  (d. 1624)
- 4 noiembrie: Guido Reni pictor italian (d. 1642)
- 26 aprilie: Gwanghae de Joseon  (d. 1641)
- 26 iunie: Anne Catherine de Brandenburg  (d. 1612)
- 18 decembrie: Michelagnolo Galilei compozitor si lutist italian (d. 1631)
- dată necunoscută: Gaspar Graziani  (d. 1620)
- dată necunoscută: William Parker, al IV-lea baron Monteagle  (d. 1622)
- dată necunoscută: Remigio Cantagallina pictor italian (d. 1656)

## Decese
- 3 iunie: Pieter Aertsen  (n. 1508)
- 24 martie: Yosef Karo  (n. 1488)
- 12 iunie: Renata a Franței  (n. 1510)
- 21 februarie: Claude de Valois  (n. 1547)
- 22 iulie: Francesco Maurolico  (n. 1494)
- dată necunoscută: Diego Hurtado de Mendoza (poet și diplomat) scriitor spaniol (n. 1504)
- 3 septembrie: Federico Commandino matematician italian (n. 1509)
- 18 decembrie: Marcin Bielski  (n. 1495)
- 29 iunie: Hara Masatane  (n. 1531)
- dată necunoscută: Costanzo Varolio medic italian (n. 1543)
- dată necunoscută: Ivan Svîrhovskîi  (n. ?)